# سیاست ما عین دیانت ما و دیانت ما عین سیاست ماست

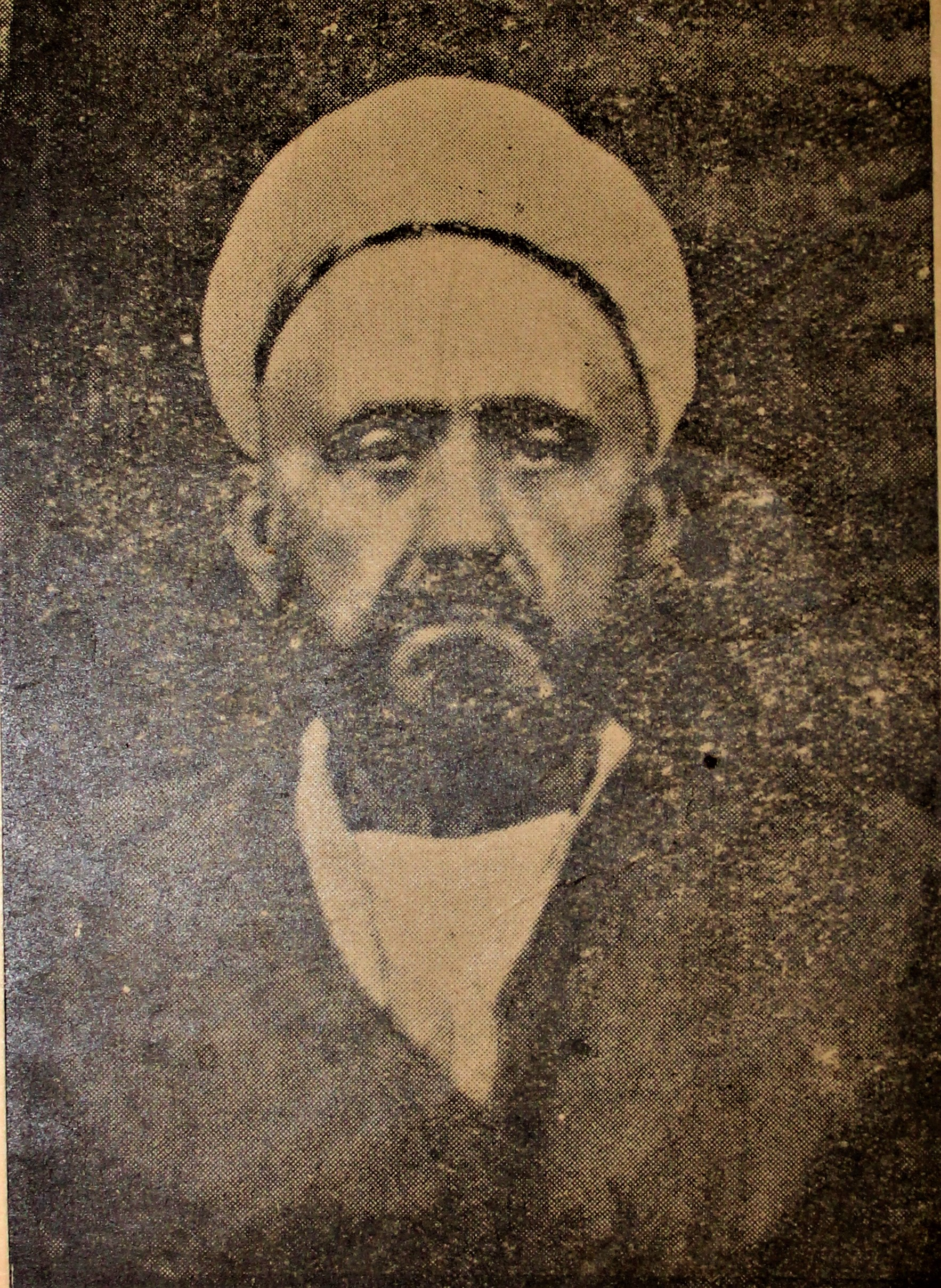
میرزا علی اکبر شیخ الاسلام نماینده اصفهان در دوره چهارم مجلس شورای ملی

سید حسن مدرس در یکی از سخنرانی‌هایش در مجلس چند بار تکرار کرد: «من سیاسی نیستم. من آخوندم» جمله معروف «سیاست ما عین دیانت ما و دیانت ما عین سیاست ماست» نیز که به مدرس نسبت داده می‌شود، در اصل از او نیست بلکه از آن میرزا علی اکبر شیخ الاسلام اصفهانی است. در هجدهم خرداد ۱۳۰۱ که درخواست رضاخان سردارسپه وزیر جنگ برای دریافت سیزده هزار تومان جهت اعزام ۵۶ دانشجو و چهار افسر به منظور تحصیلات نظامی به فرانسه در مجلس مطرح بوده، میرزا علی‌اکبر شیخ‌الاسلام نماینده اصفهان، در نطق خود در دفاع از این درخواست می‌گوید: «سیاست عین دیانت و دیانت عین سیاست است». در ادامه پیشنهاد می‌دهد چند نفر همراه این محصلان به فرانسه اعزام شوند تا مبادا آنها «به محض رسیدن به اروپا دین و آیین خودشان را ببوسند و بر سرشان بگذارند و بگذارند کنار و خدای نخواسته مشغول بعضی کارهایی که شاید سایرین بوده‌اند بشوند». یک سال و سه روز بعد، مدرس دولت مستوفی الممالک را استیضاح کرد و در جلسه استیضاح گفت: